# Thou Art Lord
Thou Art Lord (zastarale anglicky ty jsi pán) je řecká black metalová kapela, která byla založena roku 1993 ve městě Athény jako vedlejší projekt zpěváka a kytaristy Rotting Christ Sakise Tolise (vulgo Necromayhem) a baskytaristy Necromantie George Zaharopulose (vulgo Magus).
V roce 1993 vyšlo split EP s belgickou kapelou Ancient Rites a zajistilo kapele pozornost. Debutní studiové album s názvem Eosforos vyšlo roku 1994.

## Logo
Písmena T v názvu jsou stylizována jako obrácené kříže, z prvního se navíc vine čertovský ocas, z druhého visí obrácený pentagram. Horní část písmene H je vyobrazena jako hořící pohřební svíce. Některá písmena jsou vzájemně propojena pavučinou.

## Diskografie

### Dema
- The Cult of the Horned One (1993)

### Studiová alba
- Eosforos (1994)
- Apollyon (1996)
- DV8 (2002)
- Orgia Daemonicum (2005)
- The Regal Pulse of Lucifer (2013)

### EP
- Diabolou Archaes Legeones (1993)

### Kompilace
- Diabolou Archaes Legeones (2002)
- Eosforos / Apollyon (2014)

+ několik split nahrávek